# Flik 20
La Fliegerkompanie 20 (abbreviata in Flik 20) era una delle squadriglie della Kaiserliche und Königliche Luftfahrtruppen.

## Storia

### Prima guerra mondiale
La squadriglia fu creata nel 1916 ed immediatamente inviata al fronte russo. Qui fu di stanza nel villaggio di Wladimir-Volinsky sotto il comando del Capitano Jenő Czapáry. I piloti della squadriglia hanno ripetutamente incontrato aerei nemici Farman e Nieuport in prima linea. Uno degli aviatori più importanti in tali battaglie fu Kurt Nachod, che aveva ottenuto cinque vittorie sul fronte russo.
Al 15 ottobre 1918 la Flik 20J era a Neumarkt (Egna).
Dopo la guerra (che provocò la perdita quasi totale di aerei), a seguito dei trattati di pace, la forza aerea come arma scomparve nella Monarchia, provocando lo scioglimento di tutte le squadriglie di aeromobili.